# ビオコ島

フェルナンド・ポー
Provincia de Fernando Poo

ビオコ島（Bioko、旧名フェルナンド・ポー島、Fernando Po）は、アフリカ大陸中西部、ギニア湾の火山島。赤道ギニア領であり、島内最大都市のマラボは同国の首都である。北緯3度45分、東経8度48分に位置する。

## 歴史
紀元前6世紀の終わりにアフリカの西海岸を旅していたカルタゴの探検家ハノンが島に到着した可能性があるとも言われているが、大航海時代に入り、インド航路を探検する途中、1472年にポルトガル人フェルナン・ド・ポー（Fernão do Po）によって発見され、最初は「フロル・フォルモサ」と名前を付けたが、発見者に敬意からフェルナンド・ポー島と命名された。ポルトガル人到着以前は約千年前からカメルーンの海岸から島にやって来たとされるブビ族が定住しており、島は「エトゥラ」と呼ばれていた。ポルトガル人はフェルナンド・ポー島に砦を築き、領有した。1641年にオランダの貿易会社がポルトガルの同意なしにフェルナンド・ポー島に交易所を設立したが、1648年にポルトガル人は島に戻って、オランダの貿易会社に取って代わり奴隷などの貿易を始めた。島のブビ族は16世紀から17世紀を通してモランボ王（王位：約1700年-約1760年頃）の元でブビ族の王国が構成された。1778年、ブラジル南部リオ・グランデ・ド・スルでスペインとポルトガルの紛争が発生し、ブラジルの権利をスペイン人から譲り受けることと引き換えにアフリカ本土海岸の一部（リオムニ）の権利とフェルナンド・ポー島の領有権をスペインに譲渡し、スペイン領ギニアとなった（エル・プラード条約）。赤道ギニアの国土がフェルナンド・ポー島（ビオコ島）を含む五つの島とリオムニに分かれているのはこのためである。
1781年、スペイン人の占領部隊がフェルナンド・ポー島に到着するものの、疫病により全滅状態となる。その後、1883年クラレント修道会が修道士を派遣した。スペインは赤道ギニア一帯の支配をクラレント修道会に代理させることにした。この後、フェルナンド・ポー島は奴隷貿易の中継基地となった。西サハラと並び、スペインがアフリカに有する2つの植民地の1つとして栄える。

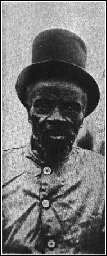
マラボ王。1930年。

1823年から1843年まで、イギリスの賃借地となる。このときイギリス人は奴隷制度廃止の拠点として現在のマラボにあたる位置に町を建設した。1843年再び、スペイン領に戻り、イギリス人が建設した拠点はサンタ・イサベルと命名される。スペイン人は現地住民を強制的に徴用し、カカオプランテーションを広げた。このため、1898年と1902年には大規模な反乱が発生している。スペイン人は現地住民に対する一切の権利を認めなかった。1904年にフェルナンド・ポー島（ビオコ島）と大陸リオムニは統合された。1926年にスペイン領ギニアはさらにフェルナン・ドポー島、リオムニ、アンノボン島、大エロベイ島、小エロベイ島、コリスコ島および周辺の島々により形成。1937年にスペイン内戦が始まった後にブビ族のマラボ王（王位：1904年-1937年）は反逆罪で投獄されて監獄で死亡した。島の植民地化はフランコ政権の間も続いた。
第二次世界大戦後の1959年にスペイン領ギニアはフェルナンド・ポー島（ビオコ島）のフェルナンド・ポー県、大陸のリオムニはリオムニ県と2つのスペインのアフリカの海外県にさらに分割されフェルナンド・ポー県はスペインの53番の県となった。このとき現地住民はスペインの市民権を獲得した。1960年9月1日にフェルナンド・ポー島の首都サンタ・イサベルにてフェルナンド・ポー県の議会が発足し、議会選挙でフェルナンド・ポー県の最初の知事及び議会議長にアルジーナ・デ・ボチ（Alzina de Bochi）が就任。1963年にさらにスペイン政府はギニア湾のスペイン海外県の経済行政の自治権を与えることを決議し、自治政府が樹立された。1964年にリオムニ県と共に赤道ギニア自治区として再統一しながら、フェルナンド・ポー県とリオムニ県は別々の自治権が与えられた。1966年、赤道ギニアの憲法会議がスペインの閣僚評議会によって合意され将来の独立が決まった。フェルナンド・ポー県議会議長でもあるブビ族のエンリケ・ゴリ・モルベラが赤道ギニアの独立と1968年の憲法に備えて、1967年から1968年にマドリード憲法会議に総会の副大統領として参加し、ブビ族とファン族が統一した独立に反対を示した。1968年10月12日のフェルナンド・ポー県とリオムニ県の2つのスペイン自治県からなる赤道ギニア自治区は赤道ギニア共和国として独立した。独立後、島は現在の北ビオコ県と南ビオコ県にあたる2つの地区に分割した。赤道ギニア共和国として独立したものの、フェルナンド・ポー島（ビオコ島）とリオムニは民族、言語も異なり、距離も離れているため、対立が発生。さらにスペインはカカオプランテーションの権利を留保し、軍も駐留していたため、問題が複雑化、1969年には全スペイン人が撤退し、社会インフラが停止した。ここで国連の支援が入り、スペインの援助が再開する。以降の歴史は、赤道ギニアの歴史の項を参照。なお、1973年から1979年まではフェルナンド・ポー島から改名されマシアス・ンゲマ・ビヨゴ島（初代大統領であるマシアス・ンゲマに由来）と呼ばれ、首都名もサンタ・イサベルからマラボに改名された。その後、ブビ族の王である、モカ王(王位：1875年-1899年)の息子でマラボ王の異父母であるアドルフォ・ビオコの敬意から現在の島名であるビオコ島となっている。

## 地理

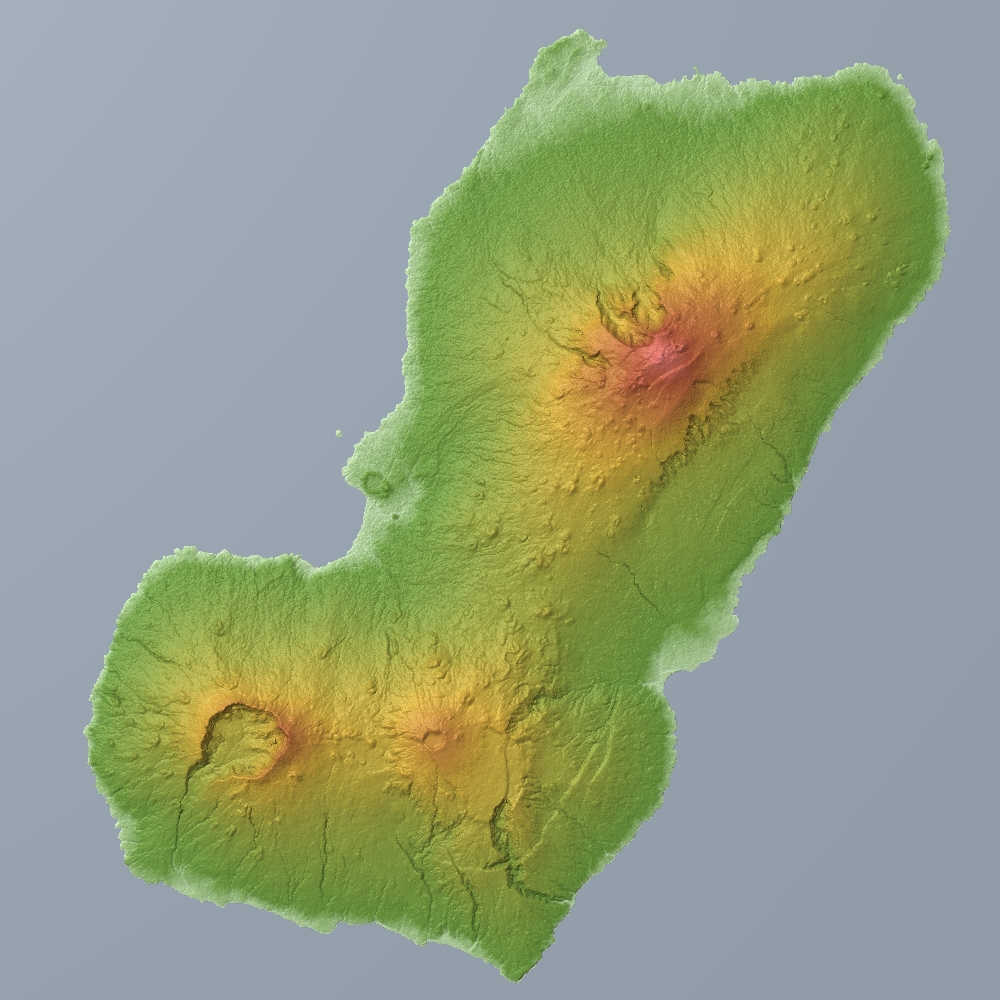
ビオコ島の地形図

ビオコ島はギニア湾西部、ビアフラ湾との境に浮かぶ島である。南北70 km、東西60 kmで北北東から南南西に延びる。ビオコ島の面積は約2017平方km。サントメ・プリンシペ両島をはさんで南西に690 km離れたアンノボン島（面積約17平方km）と併せた総面積は2,034平方kmである。ビオコ島の海岸線は単調であり、167kmにわたる。地理的には東方のカメルーンに近く、わずか56 kmしか離れていない。一方、南東のリオムニへは260 km遠方である。
北部には標高3,008mの成層火山であるバシーレ山（旧称・サンタ・イサベル山）がそびえ、南部はモカ台地を初めとする高地となっている。南西部には直径5kmのカルデラ地形も見られる。南部の山岳は浸食が早壮年期の段階にあり、断崖と深い渓谷が縦横に走る。このため、交通手段がなく、居住に向かない。
ビオコ島は、アフリカプレート内にあるホットスポットのうちの一つによって形成されたものである。ホットスポットはカメルーン高原から、標高4,095 mのカメルーン山をはじめとするカメルーン山脈、ビオコ島、サントメ・プリンシペ、さらに2,000 km遠方のイギリス領のセントヘレナ島に連なる海底山脈群であるギニア海膨を形成した。ギニア海膨は北東から南西に向かって延びており、これはまさしく年間0.6-1.2cm動くアフリカプレートの移動方向と一致している。
主要都市は、赤道ギニア首都のマラボ、港湾都市のルバ、南部の中心都市リアバである。

### 気候
赤道ギニアは全土がケッペンの気候区分でいう熱帯雨林気候 (Af)であり弱い乾季が存在する。ビオコ島は6月-8月が雨季、12月-2月が乾季となる。これは1月にビオコ島の直上まで赤道集束帯が南下するためである。リオムニは常に赤道収束帯の南に位置するため雨季と乾季はビオコ島とはまったく逆になる。
首都マラボの気温は16度-33度の範囲であるが、モカ台地では21度以上にはならない。降雨パターンは島内でも変動が激しく、マラボの年間降水量は1,930mmだが、最南部のウレカでは10,920mmにも達する。これはビオコ島にそびえるマラボ山の影響である。同様の気候パターンはカメルーン山やハワイ島でも見られる。
実際には、マラボ山との位置関係だけでなく、標高によっても微小気候が成立している。ビオコ島はほぼ赤道直下にあるため、森林限界は2,200mである。標高700mに達するまでは熱帯雨林気候なのだが、700mから1500mに至る高度では雨量が急速に増加し、最大4,000mmまで増える。

## 産業
ビオコ島の気候、特に降水パターンはカカオの栽培に向いている。植民地時代にはナイジェリア東部から半強制的に連れてこられたイボ族とイビビオ族が栽培に従事していた。これらの住民をニヘリアノスと呼ぶ。第二次世界大戦後はやはりナイジェリア人季節労働者がカカオプランテーションで栽培に携わっていた。ところが、赤道ギニア政府の支給する賃金や労働条件が劣悪であるため、ナイジェリアとの間で関係が悪化、1975年には季節労働者の渡航を制限したため、2000年時点ではプランテーション労働者が不足している。
1992年4月、アクバ油田の原油生産が始まる。1996年からはアメリカ合衆国のモービル石油が海底油田ザフィーロ油田からの原油採掘を開始、石油ブームが起きる。
ビオコ島の交通網は整備されている。マラボ港とルバ港はリオムニのバタ港と並ぶ主要港湾である。道路の建設が進んでおり、ビオコ島の高速道路は総延長距離300kmである。1964年にはマラボ空港がジェット機の離着陸が可能になっている。バタ空港やカメルーンのドゥアラ空港との間には赤道ギニア航空の定期便が設定されているほか、スペイン、モロッコ、ナイジェリアなどへの国際便も発着している。

## 民族構成

ブビ族の民族主義のブビ同盟の旗。

ビオコ島には赤道ギニアの人口のうち、約1/4が居住する。ビオコ島には先住民族がいない。現在記録にあるのは、13世紀にアフリカ本土から逃れてきたカメルーンに起源を持つバントゥー系民族のブビ族である。ブビ人の口承記録によるとビオコ島は無人島であった。大陸側のリオムニはさらに17世紀からファン族（現在の主力民族）とパムエ人の侵入を受けたが、ビオコ島とは無関係な動きである。2005年現在でもブビ族とファン族の対立は続いており、ブビ同盟を結成し、後にビオコ自治運動となり、分離独立運動を続けている。ビオコ島は初等教育が充実しており、識字率が90%を超えている一方で、リオムニは70%を下回っている。
ビオコ島には、フェルナンディノと呼ばれるクレオール人も少数だがおり、中流階級を形成している。19世紀にイギリス海軍によって解放された奴隷の子孫である。スペイン人とポルトガル人の子孫も数千人が残っている。クレオールのフェルナンディノ人やスペイン人達は少数派だが、植民地時代に、長年にわたり、政府と商業を支配してきた。